# Marginalismo
El marginalismo es una escuela de pensamiento económico surgida a mediados del siglo XIX, en parte, como reacción a la escuela clásica y su teoría del valor-trabajo. Se centra en el "margen", es decir, en la última unidad producida o pérdida de un bien. Su principal aporte fue la ley de la utilidad marginal decreciente según la cual el valor de un bien para su poseedor (partiendo así de la teoría del valor subjetivo) lo determina la utilidad de la última unidad producida de ese bien, decreciendo mientras más unidades posea. Los marginalistas introdujeron un lenguaje formalizado, que llevó a la asimilación de la matemática en la economía, aunque esta ya era parcialmente usada por la escuela clásica. Sus principales exponentes son William Jevons, Carl Menger, León Walras.

## Crítica a la escuela clásica
Como es generalmente aceptado la economía o escuela clásica centra su atención en los grupos o clases de individuos. Estudia lo que determina los salarios en general, en lugar de lo que recibe cada trabajador. Asimismo, se interesa en qué ocasiona que la tasa de ganancia suba o baje, más que los factores que ocasionan la ganancia de una empresa particular, etc.
Una segunda característica del clasicismo es su interés en la generación y distribución de la utilidad económica. Empezando con Quesnay, los economistas políticos se interesaron en el fenómeno del resultado "extra" del proceso de producción. Lo anterior llevó al desarrollo de una teoría del valor específica, así como a tentativas de explicar la mayoría de los fenómenos económicos en relación con ese concepto. A su vez, llevó a una situación en la cual algunos buscaron clarificar y formalizar tales términos y la disciplina misma.

## Orígenes y evolución del marginalismo

### Precursores
A pesar de algunas tentativas anteriores de matematizar la economía —por ejemplo, el trabajo de William Petty— se considera que el primer intento exitoso de introducir métodos matemáticos a la economía provino del matemático Antoine Augustin Cournot, quien utilizó el cálculo para explicar la conducta de consumidores y empresas y definió el concepto de costo marginal e ingreso marginal.

### Inicio
El inicio de esta escuela se dio cuando en la década de 1870, casi simultáneamente, tres economistas de diferente nacionalidad publicaron sus libros más reconocidos
- William Jevons en Inglaterra (precursor de la Escuela de Cambridge sistematizada por Marshall) descubrió independientemente el concepto de utilidad marginal y el principio de «disminución marginal de utilidad».[5] Jevons buscó explicar la conducta de los consumidores. De acuerdo a él, los consumidores comprarán (dados sus ingresos) lo que valoren o consideren sea mejor y esa elección llevara al mejor resultado tanto para ellos como para todos.[6]
- Carl Menger en Austria (precursor de la Escuela de Viena sistematizada por Böhm-Bawerk) propuso que la economía puede o debe ser una disciplina deductiva, basando sus "leyes" y generalizaciones en premisas que se sabe son ciertas. Este planteamiento lo transformó en el padre de la escuela austriaca.[7]
- Léon Walras en Suiza aunque nacido en Francia (precursor de la Escuela de Lausana sistematizada por Pareto) propuso una teoría del equilibrio general que implica la interrelación de todos los procesos económicos. Walras lo modeló a través de numerosas ecuaciones y afirmó que había demostrado el equilibrio general.[8] Sin embargo, pasarían casi 80 años para que Arrow-Debreu demostraran auténticamente la existencia de dicho equilibrio. Walras es generalmente estudiado entre los matematizadores de la economía.

Léon Walras reintrodujo un interés en los grupos de individuos, para lo cual empleó los conceptos de promedio y total (por ejemplo, producto promedio, demanda total o efectiva). A pesar de que Walras fue un fuerte defensor del individualismo metodológico, propuso una teoría del equilibrio general que requiere una concepción interrelacionaria de los procesos económicos: cuando un mercado cambia, cambian todos los otros. Walras produjo un conjunto de ecuaciones que permite establecer los precios de todos los bienes en función de un bien escogido arbitrariamente —que sirve como unidad de comparación o “numéraire” en sus palabras—. En otras palabras, las ecuaciones de Walras no pueden explicar por qué un bien X cuesta una cantidad determinada de dinero, pero explica por qué ese bien X cuesta lo que sea en relación con otro bien Y. Ese numerario puede ser el precio del trabajo, lo que reintroduce la percepción básica de la teoría del valor clásica. Consecuentemente, Walras es considerado un antecedente importante de la escuela neoclásica, que algunos consideran la aproximación dominante incluso en el presente. Walras es generalmente estudiado entre los matematizadores de la economía.

### Desarrollo
Luego de los tres pioneros seguirían una pléyade de economistas que siguieron con el análisis marginalista de la economía:
Francis Edgeworth formalizó la propuesta a favor del mercado libre de Ricardo, al mostrar como ese mercado beneficiaría tanto a individuos como países. Edgeworth utilizó extensamente el cálculo y desarrolló la noción de la curvas de indiferencia, aplicándolas al estudio del cambio o compra-venta, lo que lo llevó a desarrollar las llamadas "cajas de Edgeworth".
John Bates Clark estudió cómo se determinan tanto los salarios como las ganancias de las empresas y llegó a la conclusión de que se deben a la productividad marginal del trabajo y las máquinas, respectivamente.
Knut Wicksell mostró que, en un sistema competitivo, los factores de producción recibirán ingresos iguales a sus productividad marginal y que la suma de esas montos será igual al producto total de la empresa. Motivado por resolver los problemas de la pobreza derivados de la desigualdad de ingreso producto de esa distribución marginalista, Wicksell planteó una teoría del gasto público o fiscal que lo ha transformado en el padre de la economía mixta.
Alfred Marshall no fue un innovador sino más bien un sistematizador. Así, propuso una visión general de los desarrollos anteriores que culminaron en su formulación de un equilibrio parcial o microeconómico. Marshall reintroduce algunos conceptos clásicos bajo la forma de “agregados"; por ejemplo, la oferta agregada, reincorporando la teoría de los costos de 
John Stuart Mill dentro de un esquema marginalista, mientras que la teoría de la demanda agregada tiene por base la concepción de Jevons sobre la utilidad. Marshall fue el responsable por el cambio del nombre de la disciplina de economía política a economía. Marshall otorgó más importancia al concepto de relación marginal de sustitución que al de utilidad. Esto ha llevado a algunos a hablar de una economía "marshalliana" que generalmente se equipara a la escuela neoclásica.

## Aportes

### Crítica de la teoría del valor-trabajo
Desde el punto de vista marginalista, el problema central de la teoría clásica del valor es que asume que la producción es el resultado únicamente del trabajo, por lo que iguala o deriva los precios de ese valor-trabajo. En el ejemplo de Quesnay, la diferencia (plusvalía) entre la semilla utilizada y lo cosechado es atribuido directamente y únicamente al trabajo de los campesinos. Esto lleva naturalmente a percibir el «valor» de ese producto como igual al del trabajo necesario para producirlo. Pero aun aceptando eso como correcto, es obvio que los precios de los bienes en el mercado no son necesariamente iguales a ese cantidad (de trabajo).
El marginalismo propone la teoría de la utilidad marginal o teoría del valor subjetivo, de acuerdo a la cual el precio es determinado por la percepción de los individuos de la utilidad o beneficio que un bien, cosa o servicio le proporcionara en relación con sus necesidades en un momento dado. El valor de ese bien o servicio fluctuara —a diferencia de la teoría clásica que ve ese valor como constante— en relación con la necesidad específica. Por ejemplo, el primer vaso de agua para un sediento es más importante (tiene más valor, entendido como "valor de uso" o "utilidad") que el quinto o el décimo. Ese consumo extra produce un valor menor para ese usuario que el primero. Consecuentemente, disminuye lo que ese individuo estaría dispuesto a pagar para continuar consumiendo. La utilidad marginal o la importancia de un bien o servicio para un individuo es una cuestión de circunstancias y preferencias personales. Ese mecanismo sugiere otra explicación satisfactoria de como se forman los precios en un mercado real, cómo y por qué fluctúan, etc. Aunque no está completamente claro cómo se derivan precios de utilidades subjetivas ya que la relación entre un valor de uso y el sujeto que lo va a consumir es subjetiva, individual e intransferible, y por lo tanto impide la comparación de “satisfacciones”.
De igual forma, Marx ya había criticado a un precursor de la teoría de la utilidad marginal, Jeremías Bentham: 

"Así, por ejemplo, si queremos saber qué es útil para un perro, tenemos que penetrar en la naturaleza del perro. Pero jamás llegaremos a ella partiendo del "principio de la utilidad". Aplicado esto al hombre, si queremos enjuiciar con arreglo al principio de la utilidad todos los hechos, movimientos, relaciones humanas, etc., tendremos que conocer ante todo la naturaleza humana en general y luego la naturaleza humana históricamente condicionada por cada época. Bentham no se anda con cumplidos. Con la más candorosa sequedad, toma al filisteo moderno, especialmente al filisteo inglés, como el hombre normal. Cuanto sea útil para este lamentable hombre normal y su mundo, es también útil de por sí. Por este rasero mide luego el pasado, el presente y el porvenir. Así, por ejemplo, la religión cristiana es "útil", porque condena religiosamente los mismos desaguisados que castiga jurídicamente el Código penal. La crítica literaria es "perjudicial" porque perturba a los hombres honrados en su disfrute de las poesías de Martín Tupper, etc. Con esta pacotilla ha ido llenando montañas de libros nuestro hombre, que tiene por divisa aquello de "nulla dies sine línea" (123). Si yo tuviese la valentía de mi amigo Enrique Heine, llamaría a Mr. Jeremías un genio de la estupidez burguesa."
El Capital Volumen I, Capítulo 22, Karl Marx

### Formalización de la economía
Los marginalistas, empezando con Cournot, fueron los primeros en iniciar de manera exitosa la creación de un lenguaje formalizado para la disciplina, proyecto que fue esencial para su transformación en ciencia.
La formalización de la economía ha tenido lugar especialmente a través del uso de matemáticas. Permite que se propongan, estudien y generalicen relaciones de interés con claridad, rigurosidad y simplicidad que, adicionalmente, pueden ser probadas (tested) en áreas extensas y complejas, todo lo cual sería difícil utilizando términos informales.
Adicionalmente, el uso de las matemáticas (incluyendo modelos matemáticos y modelos numéricos) permite a los economistas hacer y probar propuestas claras y específicas sobre áreas controvertidas y formular pronósticos o examinar los posibles resultados de propuestas políticas o sucesos con repercusiones económicas, lo que permite ya sea modificar esas propuestas o tomar algunas medidas paliativas en relación con desarrollos negativos.

### Individualismo metodológico
El marginalismo critica el proyecto clásico por ofrecer una explicación de fenómenos económicos basada en grupos o clases de individuos. Esa crítica implica el rechazo a la percepción de que una colectividad sea un organismo autónomo, actuando por sí misma y forzando o llevando a sus integrantes a actuar de una cierta manera.
Los marginalistas asumen que los fenómenos económicos en general (estructura y cambios) son explicables por las acciones de individuos, incluyendo sus metas y creencias. Para el conjunto o sociedad, tal explicación y comprensión amplia se basa en el agregado de las decisiones de los individuos como tales.

### Asunción de racionalidad
Todo lo anterior asume que los individuos se comportan racionalmente en términos económicos. Por ejemplo, una asunción central es que las preferencias individuales son estables y transferibles. Si alguien prefiere el bien A al bien B y el B al bien C, se asume que el bien A será preferido al bien C ahora y en futuro previsible.
Esta asunción central del marginalismo reemplaza la visión clásica en la cual fuerzas económicas, percibidas o no (tales como la mano invisible o el determinismo de la economía) llevan a los individuos a actuar aun sin su conocimiento de ciertas maneras. En la percepción marginalista los individuos actúan desde su punto de vista.

## Legado del marginalismo
Todo lo anterior ha dejado un legado, posiblemente central, al desarrollo de las concepciones económicas posteriores. Este legado se puede percibir en general tanto en los textos de introducción a la disciplina como los cursos más avanzados.
Esa percepción se puede trazar directamente a la influencia tanto de Marshall como de Walras ya sea individual o conjuntamente, en el desarrollo de la economía neoclásica, que es generalmente percibida como formando el centro ideológico o teórico de la economía moderna. En las palabras de E. Roy Weintraub: "Todos somos neoclásicos ahora, incluso los keynesianos, porque lo que se enseña a los estudiantes, lo que es la economía principal (mainstream), es economía neoclásica".
Mucha de esa economía moderna se basa el estudio del equilibrio general de Walras y el equilibrio parcial de Marshall.
Carl Menger —junto a Eugen von Böhm-Bawerk y Friedrich von Wieser— son considerados fundadores de la escuela austriaca.
Knut Wicksell es considerado fundador de la escuela sueca o de Estocolmo que, a su vez, es considerada fundamental para la economía mixta y de gran influencia en el keynesianismo. Adicionalmente, Wicksell es considerado fundamental para el monetarismo.

## Desarrollos posteriores y críticas
A partir de los aportes de Menger, Wicksell, Walras y Marshall los desarrollos llevaron crecientemente a la diferenciación de percepciones, lo que eventualmente dio origen a escuelas. Si bien es correcto percibir esos autores como compartiendo una visión o fundación marginalista, sería conducente a error sugerir que el marginalismo es equiparable o se desarrolló posteriormente a partir principalmente del trabajo de cualquiera de ellos. Esto ha llevado generalmente a denominar a quienes siguen a Marshall como neoclásicos.
El término neoclásicos se originó en una fuerte crítica de Thorstein Veblen - fundador de la escuela institucionalista (norte)americana- quien lo utilizó para referirse a quienes él consideraba compartían las percepciones no científicas de la escuela clásica, especialmente la utilización de la teoría del valor, incluyendo la tentativa de reemplazarla con el concepto de utilidad (ver más abajo) y la percepción que “más es necesariamente mejor”. Desde ese punto de vista, todos los autores mencionados son neoclásicos.
El término se generalizó para referirse a los seguidores de la "economía marshalliana". Desde este punto de vista, ni Wicksell ni Menger (o los seguidores de ambos) serían neoclásicos.

### Críticas
El criticismo de Veblen es global. Para él el concepto de equilibrio es normativo, implicando -sin prueba- que el equilibrio es de beneficio para la sociedad y los individuos. Veblen considera que la economía ortodoxa es teleológica y pre-darwiniana. Teleológica porque asume que el proceso económico progresa o tiende a una situación estable (el equilibrio a largo plazo) que ni se observa en realidad ni se deriva de algún análisis sino que se asume como un dado con anterioridad a cualquier análisis u observación. Y es predarwinica porque, en la opinión de Veblen, el proceso económico es un proceso darwiniano de evolución, desarrollándose a través del tiempo como respuesta a diferentes y cambiantes circunstancias pero careciendo de propósito o diseño.
Se han también sugerido críticas parciales. Así, por ejemplo, en lo referente al individualismo metodológico Hodgson trata de construir una teoría evolutiva del funcionamiento de la economía que acude a conceptos extraídos de la biología. Hodgson considera que la unidad básica de modelización debe ser la institución, ya que es el mecanismo que sirve para transmitir información a lo largo del tiempo. Piori propone un nuevo concepto de individualismo, basado en las interacciones sociales, que puede acoger como caso particular (aunque reinterpretado) al principio del individualismo metodológico utilizado por la economía neoclásica.
Respecto a la racionalidad de los actores económicos se ha argumentado que esa asunción no puede restringirse a la "acción lógica". Desde el punto de vista de la escuela austriaca, la racionalidad de la acción humana simplemente significa que esa acción tiene un motivo o propósito. Así por ejemplo, bailar para hacer llover puede ser ilógico o no científico, pero tiene un motivo, y es por lo tanto, desde el punto de vista de esa escuela, racional. Otros consideran que el concepto debe incluir "razones o motivos emocionales", lo que implica que la economía debe aceptar la racionalidad de acciones cooperativas, solidarias, compasivas, etc. (véase también racionalidad limitada)

### De marginalistas
- Cournot, Antoine Augustin Principes de la théorie des richesses (biblioteca virtual “Gallica” - en francés)
- Cournot, Antoine Augustin Del valor de cambio o de la riqueza en general (fragmento de Teoría de las riquezas)
- Cournot, Antoine Augustin: Investigaciones acerca de los Principios Matemáticos de la Teoría de las Riquezas. Alianza Editorial. Madrid. 1969
- Jevons, William (1871) : Political Economy (acceso limitado, en inglés)
- Jevons, William: La teoría de la economía política (enlace roto disponible en Internet Archive; véase el historial, la primera versión y la última). (1998 en castellano) ISBN 9788436812855
- Menger, Carl: Principios de Economía Política con introducción de Hayek - en castellano)
- Menger, Carl: Marginalismo austriaco y economía matemática
- Von Wieser, Friedrich: (1889) Der natürliche Werth Introducción al Libro VI, capítulo I (en alemán)
- Wicksell, Knut: Interest and Prices (acceso limitado, en inglés)
- Wicksell, Knut selected essays in economics (acceso limitado, en inglés)
- Wicksell, Knut: LA TASA DE INTERÉS Y EL NIVEL DE LOS PRECIOS (en castellano) ISBN 978-84-88203-07-6
- Walras, Léon: Elements of Pure Economics: Or, the Theory of Social Wealth (acceso limitado, en inglés)
- Walras, Léon Studies in applied economics: theory of the production of social wealth (acceso limitado, en inglés)
- Marshall, Alfred: Principles of Economics (acceso limitado, en inglés)
- Marshall, Alfred: Principios de economía (en castellano) Editorial Síntesis  ISBN 9788497563529

### Acerca de marginalistas
- Martin Besfamille: Consideraciones sobre el análisis matemático en la teoría económica de Antoine Augustin Cournot
- María Josefina León L: Análisis crítico del problema de la neutralidad: Wicksell, Hayek y Patinkin (enlace roto disponible en Internet Archive; véase el historial, la primera versión y la última).
- Alexander Tobón: Intereses y precios: Keynes en tradición cuantitativa de Wicksell (enlace roto disponible en Internet Archive; véase el historial, la primera versión y la última).
- Blanchard, Olivier. What do we know about macroeconomics that Fisher and Wicksell did not?
- Luis Felipe Camacho: Reflexiones de economía política: la justicia social en la obra de Léon Walras
- Universidad de Alcalá: introducción a Alfred Marshall
- Fernando Jeannot: Racionalismo o institucionalismo? (enlace roto disponible en Internet Archive; véase el historial, la primera versión y la última).
- Robert P. Murphy. La teoría del valor subjetivo. Instituto Mises.

- Datos: Q910816